# Поляна на Столах

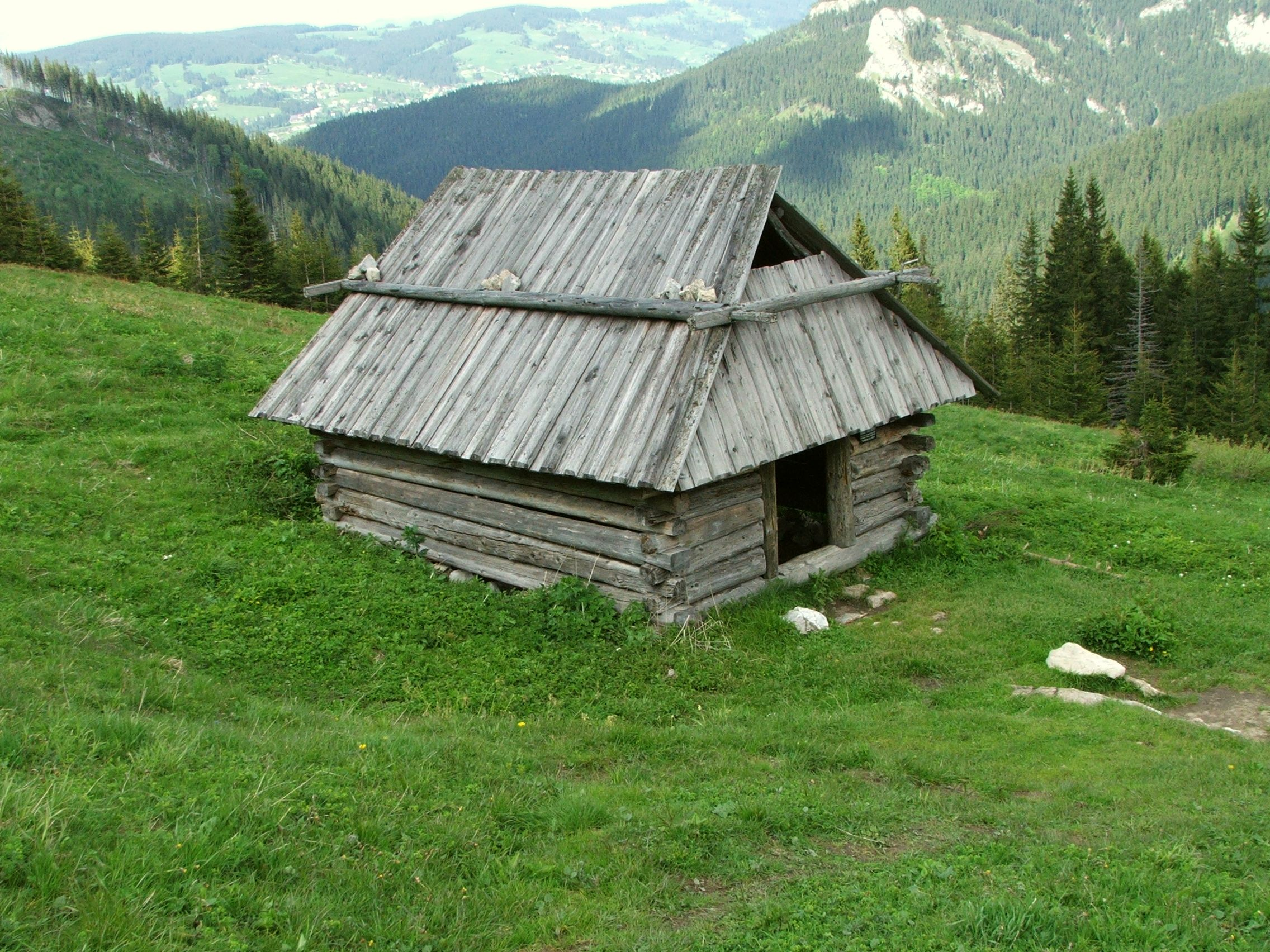
Один из сохранившихся шалашей

Поляна на Столах (пол. Polana na Stołach) — наименование высокогорной поляны, находящейся на Столах, небольшом известковом горном массиве над Косцельской долиной в Западных Татрах. Расположена на крутых склонах восточного хребта, на средней высоте 1300—1360 метров над уровнем моря. В прошлом была частью пастушеских выпасов, имеющих характер горной тундры. На поляне ранее находилось несколько десятков пастушеских шалашей. До нашего времени сохранилось только три шалаша, которые внесены в реестр охраняемых памятников Малопольского воеводства. Шалаши представляют собой образец гуральского народного зодчества.
С поляны открывается обширная пейзажная панорама на вершину Грубы-Регель, горные массивы Червоне-Верхи и Гевонт, а также на северную сторону массива Коминярского Верха. С верхней части поляны начинается тропинка на вершину Сухой Верх. В прошлом тропинка была частью туристического маршрута, ведущего на горный массив Столы (в настоящее время маршрут не действует).
Пастухи, использовавшие эту поляну для выпаса овец, ранее назывались «застоляне» (zastolanie). Летом 1944 года на поляне укрывался от преследования один из руководителей коллаборационистского Гуральского комитета Вацлав Кшептовский.
После того, как был прекращён выпас овец, поляна стала постепенно зарастать лесом. В 1955 году поверхность поляны составляла площадь размером 11 гектаров, в 2004 году площадь поляны уменьшилась на 61 %.
На поляне произрастают редкие для Карпат гусиный лук малый и Bellardiochloa variegata.
В настоящее время через поляну проходит пеший туристический маршрут, начинающийся в Косцельской долине, проходящий через Серединные Косцельские ворота и около Ледяного источника. Это маршрут, основанный в 1892 году Мечиславом Карловичем, считается первым туристическим маршрутом в Западных Татрах.

## Литература

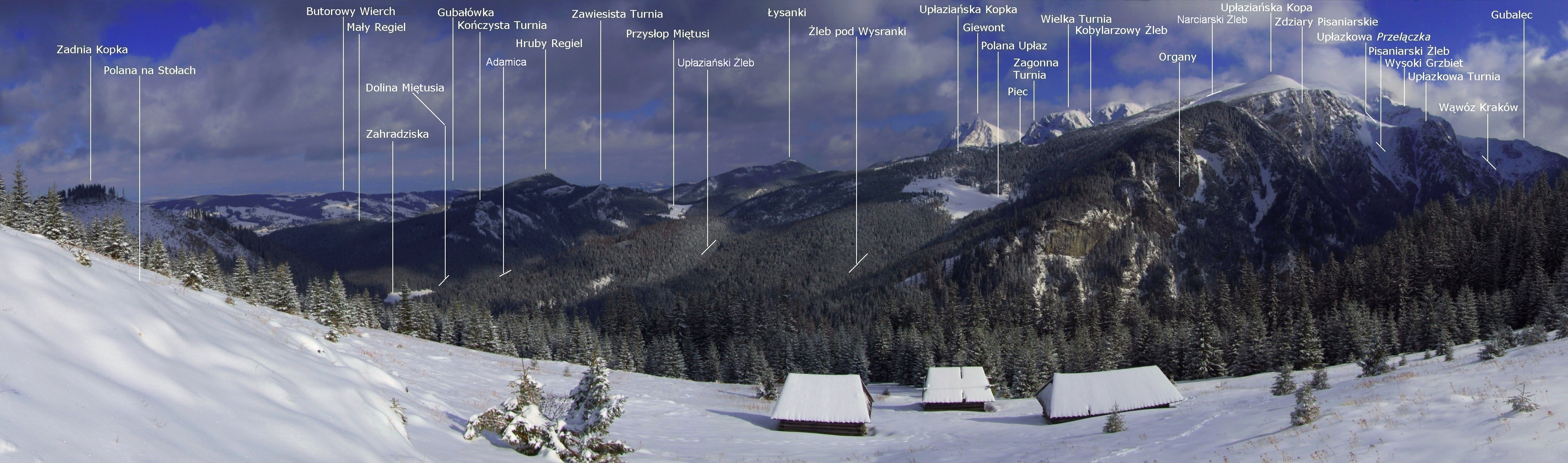
Панорамный вид с поляны